# بنتسلين
بنتسلين (بالألمانية: Penzlin) هي مدينة و بلدة ألمانية تقع في ألمانيا في مكلنبورغ فوربومرن. يقدر عدد سكانها بـ 4,076 نسمة .

## المدن التوأمة
مدن أوترندورف و Łęczyca هي مدن توأمة لـبنتسلين.